# Asahi (Toyama)
Pour les articles homonymes, voir Asahi.
Asahi (朝日町, Asahi-machi) est un bourg du district de Shimoniikawa, dans la préfecture de Toyama, au Japon.

## Géographie
Au 1er février 2014, la population s'élevait à 12 754 habitants répartis sur une superficie de 226,32 km2.

## Personnalités liées
- Motoko Mizuno